# 369297 Nazca
369297 Nazca è un asteroide della fascia principale. Scoperto nel 2009, presenta un'orbita caratterizzata da un semiasse maggiore pari a 2,6199897 au e da un'eccentricità di 0,2475048, inclinata di 5,49366° rispetto all'eclittica.